# Coupe de France 2001/02
Het seizoen 2001/2002 was het 85ste seizoen van de Coupe de France in het voetbal. Het toernooi werd georganiseerd door de Franse voetbalbond.
Dit seizoen namen er 5848 clubs deel. De competitie ging in de zomer van 2001 van start en eindigde op 11 mei 2002 met de finale in het Stade de France in Saint-Denis. De finale werd gespeeld tussen Football Club de Lorient (voor de eerste keer finalist) en SC Bastia (voor de derde keer finalist). FC Lorient veroverde de beker door Amiens SC met 2-1 te verslaan.
Als bekerwinnaar nam FC Lorient in het seizoen 2002/03 deel in de UEFA Cup.

## Uitslagen

### 1/32 finale
De 18 clubs van de Division 1 kwamen in deze ronde voor het eerst in actie. De wedstrijden werden op 19, 20 en 21 januari gespeeld.
 * = thuis; ** zeven wedstrijden werden op neutraal terrein gespeeld.
| Winnaar                    | Uitslag      | Verliezer             |
| -------------------------- | ------------ | --------------------- |
| FC Lorient                 | 3-1 nv       | SC Douai *            |
| SC Bastia *                | 3-1          | FC Nantes             |
| Olympique Nîmes            | 0-0 ns (5-3) | Le Havre AC *         |
| CS Sedan                   | 3-2 nv       | FC Chalon *           |
| Paris Saint-Germain        | 2-0          | Stade Luçon *         |
| FC Libourne-Saint-Seurin * | 2-0          | Lille OSC             |
| AS Monaco                  | 3-2 nv       | Vesoul HSF *          |
| RC Strasbourg *            | 3-1 nv       | Le Mans UC            |
| CS Louhans-Cuiseaux *      | 1-0 nv       | AS Saint-Étienne      |
| AS Nancy *                 | 3-1 nv       | Chamois Niort FC      |
| Amiens SC                  | 1-0          | FC Trélissac *        |
| Stade Reims *              | 1-0          | Racing Club de France |
| Olympique Marseille *      | 2-0          | FC Saint-Leu          |
| LB Châteauroux             | 1-0          | RC La Flèche *        |
| US Montagnarde *           | 2-1          | SM Caen               |
| US Lusitanos Saint-Maur    | 0-0 ns (3-2) | SR Creutzwald         |

| Winnaar                    | Uitslag      | Verliezer                  |
| -------------------------- | ------------ | -------------------------- |
| Stade Rennes               | 1-0 nv       | SC Balma                   |
| FC Sochaux                 | 5-1 nv       | US Boulogne *              |
| Stade Laval                | 1-0          | Fontenay Vendée Football * |
| AC Ajaccio                 | 1-0          | SO Millau *                |
| AS Yzeure *                | 2-1          | AS Cannes                  |
| FC Metz *                  | 5-0          | Grenoble Foot 38           |
| Montpellier HSC *          | 3-2          | FC Martigues               |
| Troyes AC *                | 0-0 ns (2-0) | OGC Nice                   |
| EA Guingamp                | 2-2 ns (4-1) | Tours FC *                 |
| AS Saint-Priest *          | 0-0 ns (5-3) | AJ Auxerre                 |
| FC Issy-les-Moulineaux *   | 2-1 nv       | CS Avion                   |
| US Changé                  | 3-1          | Aurillac FCA *             |
| RC Lens                    | 1-0          | Valenciennes FC *          |
| Olympique Lyon             | 6-0          | US Saint-Malo *            |
| La Roche Vendée Football * | 1-0 nv       | Clermont Foot              |
| Girondins Bordeaux         | 6-0          | ES Fréjus *                |

### 1/16 finale
De wedstrijden werden op 19 januari gespeeld.
 * = thuis; ** Yzeure-Paris SG in Clermont-Ferrand, St.Priest-Nancy in Lyon, Montagnarde-La Roche in Lorient.
| Winnaar                    | Uitslag      | Verliezer       |
| -------------------------- | ------------ | --------------- |
| FC Lorient                 | 2-1          | Stade Rennes *  |
| SC Bastia *                | 2-1 nv       | FC Sochaux      |
| Olympique Nîmes            | 0-0 ns (5-3) | Stade Laval *   |
| CS Sedan *                 | 1-0          | AC Ajaccio      |
| Paris Saint-Germain        | 1-0          | AS Yzeure **    |
| FC Libourne-Saint-Seurin * | 2-1 nv       | FC Metz         |
| AS Monaco *                | 2-1          | Montpellier HSC |
| RC Strasbourg *            | 1-0 nv       | Troyes AC       |

| Winnaar                   | Uitslag | Verliezer                |
| ------------------------- | ------- | ------------------------ |
| CS Louhans-Cuiseaux *     | 2-0     | EA Guingamp              |
| AS Nancy                  | 2-0     | AS Saint-Priest **       |
| Amiens SC                 | 1-0     | FC Issy-les-Moulineaux * |
| Stade Reims               | 3-0     | US Changé *              |
| Olympique Marseille       | 1-0     | RC Lens *                |
| LB Châteauroux            | 2-0     | Olympique Lyon *         |
| US Montagnarde **         | 4-2     | La Roche Vendée Football |
| US Lusitanos Saint-Maur * | 2-0     | Girondins Bordeaux       |

### 1/8 finale
De wedstrijden werden op 9 en 10 februari gespeeld.
 * = thuis; ** Libourne-Châteauroux in Bordeaux, Montagnarde-Monaco in Lorient.
| Winnaar         | Uitslag      | Verliezer             |
| --------------- | ------------ | --------------------- |
| FC Lorient      | 2-2 ns (6-5) | CS Louhans-Cuiseaux * |
| SC Bastia *     | 2-0          | AS Nancy              |
| Olympique Nîmes | 2-0          | Amiens SC *           |
| CS Sedan        | 1-1 ns (4-3) | Stade Reims *         |

| Winnaar                     | Uitslag      | Verliezer               |
| --------------------------- | ------------ | ----------------------- |
| Paris Saint-Germain *       | 1-1 ns (7-6) | Olympique Marseille     |
| FC Libourne-Saint-Seurin ** | 2-0          | LB Châteauroux          |
| AS Monaco                   | 1-0          | US Montagnarde **       |
| RC Strasbourg *             | 2-1 nv       | US Lusitanos Saint-Maur |

### Kwartfinale
De wedstrijden werden op 9 en 10 maart gespeeld.
 * = thuis; ** Lisbourne-Bastia in Bordeaux.
| Winnaar           | Uitslag      | Verliezer                   |
| ----------------- | ------------ | --------------------------- |
| FC Lorient        | 1-0          | Paris Saint-Germain *       |
| SC Bastia         | 1-0 nv       | FC Libourne-Saint-Seurin ** |
| Olympique Nîmes * | 1-1 ns (3-1) | AS Monaco                   |
| CS Sedan *        | 1-0          | RC Strasbourg               |

### Halve finale
De wedstrijden werden op 30 maart gespeeld.
 * = thuis 
| Winnaar      | Uitslag | Verliezer       |
| ------------ | ------- | --------------- |
| FC Lorient * | 1-0     | Olympique Nîmes |
| SC Bastia *  | 1-0 nv  | CS Sedan        |

### Finale
|             |                             |       |           |                                                                               |
| 11 mei 2002 | FC Lorient                  | 1 – 0 | SC Bastia | Stade de France, Saint-Denis Toeschouwers: 66.215 Scheidsrechter: Éric Poulat |
| 11 mei 2002 | Jean-Claude Darcheville 41' |       |           | Stade de France, Saint-Denis Toeschouwers: 66.215 Scheidsrechter: Éric Poulat |